# 鄭同玄
鄭同玄（？—1651年），字黄中，号練水，廣東潮州府潮阳县人，明朝政治人物。同进士出身。

## 生平
天启七年（1627年）丁卯科廣東鄉試三十四名舉人，崇禎七年（1634年），登甲戌科进士，户部觀政，八年授知六合縣，崇祯十年川兵通寇，夜作乱，启栅迎之。同玄率士民力拒，焚冶埔橋以保倉庫，移時援师至，寇乃遁，坐謫戍台州。十六年癸未賜還奔母喪。甲申聞京師陷，缟素慟哭。乙酉（1645年），隆武帝立于福州，起为兵部主事。丙戌（1646年）福建陷，潮廣继失，同玄聞永曆帝立于梧州，變姓名間道走謁，至擢陕西道御史，轉河南道，巡按四川，再遷太僕寺少卿。永曆四年（1651年）庚寅十月，永曆帝在梧州，聞廣州复陷，移舟西上至藤县，分为二路，從帝者上右江，余入容县。同玄至容县，遇乱兵被執，不屈，与長子恩貢生振芳同遇害，时月之二十日也。次子振華亦以省父卒于西粤。